# Gregory Plotkin
Pour les articles homonymes, voir Plotkin.
Gregory Plotkin est un monteur et réalisateur américain, né le 29 octobre 1975. Il est connu pour son travail dans des films d'horreur, dont Get Out (2017), Happy Birthdead (2017), Game Night (2018) et plusieurs films de la franchise Paranormal Activity,,,. En 2015, il a fait ses débuts en tant que réalisateur avec Paranormal Activity 5 : Ghost Dimension.

## Filmographie

### Films
| Année | Titre                                     | Réalisateur(s)                          | Notes                                       |
| ----- | ----------------------------------------- | --------------------------------------- | ------------------------------------------- |
| 1988  | Warlords                                  | Fred Olen Ray                           | Aussi acteur dans le rôle d’un mutant       |
| 1991  | Where Sleeping Dogs Lie                   | Charles Finch                           | Également assistant de production de bureau |
| 1993  | Weekend at Bernie's II                    | Robert Klane                            | Deuxième assistant monteur                  |
| 1994  | Terminal Velocity                         | Deran Sarafian                          | Apprenti monteur                            |
| 1994  | The Road Killers                          | Deran Sarafian                          | Apprenti monteur                            |
| 1994  | Midnight Confessions                      | Allan Shustak                           | Assistant de production                     |
| 1995  | The Point of Betrayal                     | Richard Martini                         | Premier assistant monteur                   |
| 1995  | Gold Diggers: The Secret of Bear Mountain | Kevin James Dobson                      | Assistant monteur                           |
| 1995  | Dernières heures à Denver                 | Gary Fleder                             | Second assistant monteur                    |
| 1996  | Flipper                                   | Alan Shapiro                            | Premier assistant monteur                   |
| 1996  | The Crow : La Cité des anges              | Tim Pope                                | Assistant monteur                           |
| 1997  | La Dernière Cavale                        | Kiefer Sutherland                       | Assistant monteur                           |
| 1997  | Mortal Kombat : Destruction finale        | John R. Leonetti                        | Premier assistant monteur                   |
| 1998  | Saving Ryan's Privates                    | Craig Moss                              | Court métrage                               |
| 1998  | Pleasantville                             | Gary Ross                               | Effets visuels, assistant monteur           |
| 1999  | Révélations                               | Michael Mann                            | Premier assistant monteur digital           |
| 2000  | Fréquence interdite                       | Gregory Hoblit                          | Premier assistant monteur                   |
| 2000  | Un monde meilleur                         | Mimi Leder                              | Premier assistant monteur                   |
| 2002  | Mission Évasion                           | Gregory Hoblit                          | Premier assistant monteur                   |
| 2002  | Cock & Bull Story                         | Billy Hayes                             |                                             |
| 2003  | La Recrue                                 | Roger Donaldson                         | Premier assistant monteur                   |
| 2003  | The Petersburg-Cannes Express             | John Daly                               |                                             |
| 2004  | The Last Shot                             | Jeff Nathanson                          | Premier assistant monteur                   |
| 2004  | Friday Night Lights                       | Peter Berg                              | Monteur associé                             |
| 2005  | Dreamer                                   | John Gatins                             | Monteur associé                             |
| 2006  | La Rupture                                | Peyton Reed                             | Premier assistant monteur                   |
| 2007  | La Faille                                 | Gregory Hoblit                          | Associate editor                            |
| 2008  | Intraçable                                | Gregory Hoblit                          |                                             |
| 2008  | Disfigured                                | Glenn Gers                              |                                             |
| 2009  | Ce que pensent les hommes                 | Ken Kwapis                              | Premier assistant monteur                   |
| 2010  | Burning Palms                             | Christopher Landon                      |                                             |
| 2010  | Paranormal Activity 2                     | Tod Williams                            |                                             |
| 2010  | Love and Secrets                          | Andrew Jarecki                          | Assistant monteur                           |
| 2011  | Lucky                                     | Gil Cates Jr.                           |                                             |
| 2011  | Paranormal Activity 3                     | Henry Joost & Ariel Schulman            | Également coproducteur                      |
| 2012  | Paranormal Activity 4                     | Henry Joost & Ariel Schulman            | Également coproducteur                      |
| 2013  | World War Z                               | Marc Forster                            | Monteur supplémentaire, non crédité         |
| 2014  | Paranormal Activity: The Marked Ones      | Christopher Landon                      | Également coproducteur                      |
| 2014  | Unfriended                                | Levan Gabriadze                         | Remerciements spéciaux                      |
| 2014  | Creep                                     | Patrick Brice                           | Remerciements                               |
| 2015  | Nightlight                                | Scott Beck & Bryan Woods                | Producteur exécutif                         |
| 2015  | Area 51                                   | Oren Peli                               | Coproducteur                                |
| 2015  | Paranormal Activity 5 : Ghost Dimension   | Gregory Plotkin                         | Débuts en tant que réalisateur              |
| 2016  | Black Mass                                | Gregory Plotkin                         | Court-métrage ; réalisateur                 |
| 2017  | Get Out                                   | Jordan Peele                            |                                             |
| 2017  | I Wish : Faites un vœu                    | John R. Leonetti                        | Remerciements spéciaux                      |
| 2017  | Happy Birthdead                           | Christopher Landon                      |                                             |
| 2018  | Game Night                                | John Francis Daley & Jonathan Goldstein |                                             |
| 2018  | Hell Fest                                 | Gregory Plotkin                         | Réalisateur, monteur                        |
| 2019  | Countdown                                 | Justin Dec                              | Producteur exécutif                         |
| 2020  | Crimson                                   | Gregory Plotkin                         | Réalisateur                                 |
| 2020  | Come Play                                 | Jacob Chase                             |                                             |
| 2020  | Rising                                    | Dylan Doornbos Hayes                    | Court métrage                               |

### Télévision
| Année | Titre                                               | Rôle                    | Notes                                                                      |
| ----- | --------------------------------------------------- | ----------------------- | -------------------------------------------------------------------------- |
| 1992  | The Fear Inside                                     | Assistant de production | Téléfilm                                                                   |
| 2016  | Halloween Wars                                      | Lui-même                | Épisode "Mausoleum Mayhem"                                                 |
| 2018  | Made in Hollywood                                   | Lui-même                | Épisode "Smallfoot/Hell Fest/The Old Man and the Gun/All About Nina/Armed" |
| 2020  | Unknown Dimension: The Story of Paranormal Activity | Lui-même                | Spécial télévision                                                         |